# Huta (rejon prużański)
Huta (biał. Гута; ros. Гута) – wieś na Białorusi, w obwodzie brzeskim, w rejonie prużańskim, w sielsowiecie Zieleniewicze, w lasach Puszczy Białowieskiej, przy drodze republikańskiej .
W dwudziestoleciu międzywojennym leżała w Polsce, w województwie białostockim, w powiecie wołkowyskim. 